# Il futuro è donna
Il futuro è donna és una pel·lícula italiana de 1984 dirigida per Marco Ferreri, coautor del guió amb Dacia Maraini i Piera Degli Esposti, i protagonitzada per Hanna Schygulla i Ornella Muti.

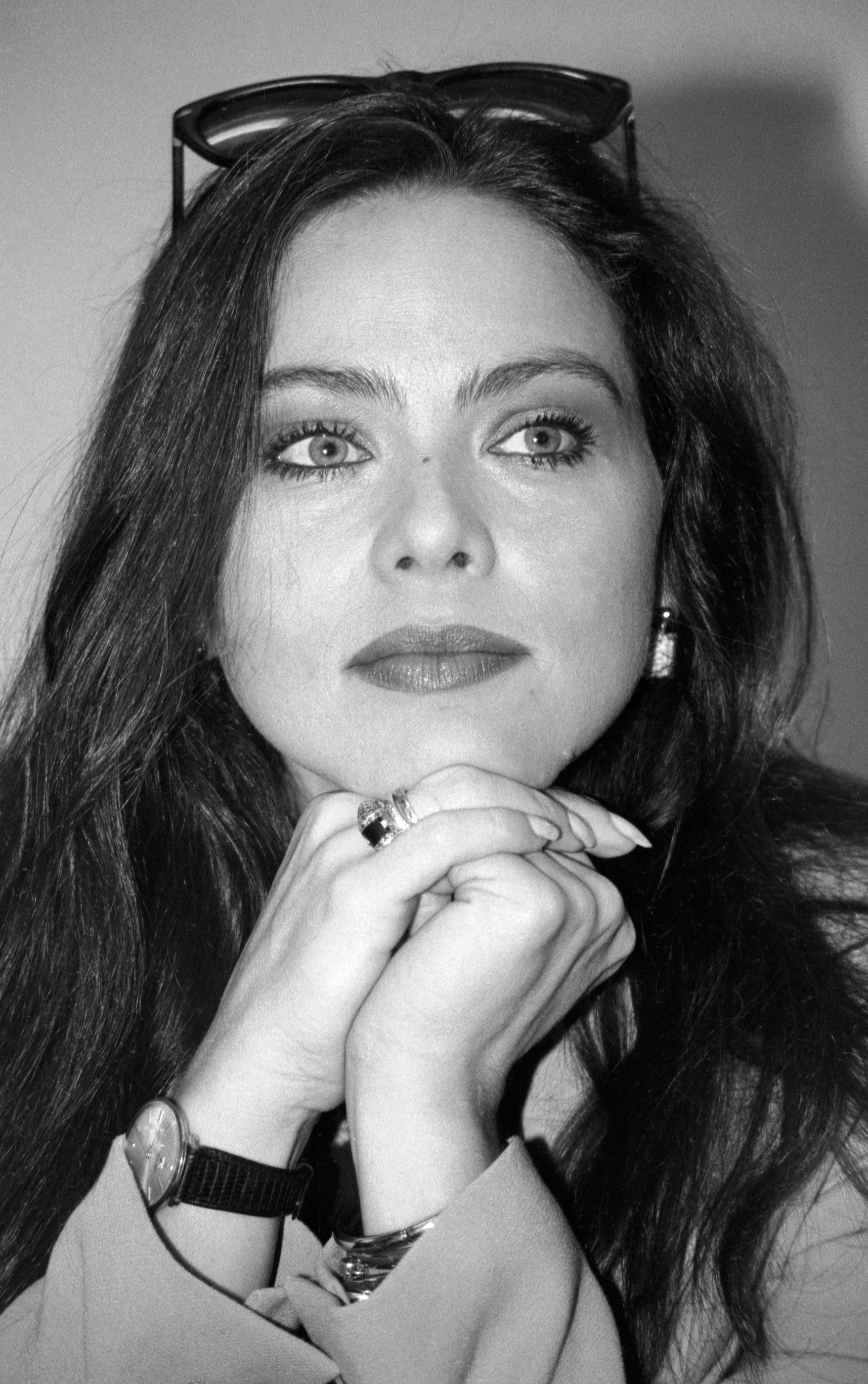
Ornella Muti és Malvina

## Argument
En una discoteca plena de gent, la Malvina, una noia embarassada, és assetjada i tirada per un grup de fatxendes. Hi és present l'Anna, que la salva de l'atac i la porta a casa seva, on viu amb la seva parella Gordon. S'estableix, doncs, una estranya relació entre tots tres, feta de picades d'ullet, mil matisos i temptacions: les escenes de sexe no falten, però l'Anna sembla abocar a la maternitat imminent de la seva nova amiga l'entusiasme que no ha pogut tenir de primera mà fins ara, mai haver tingut fills.

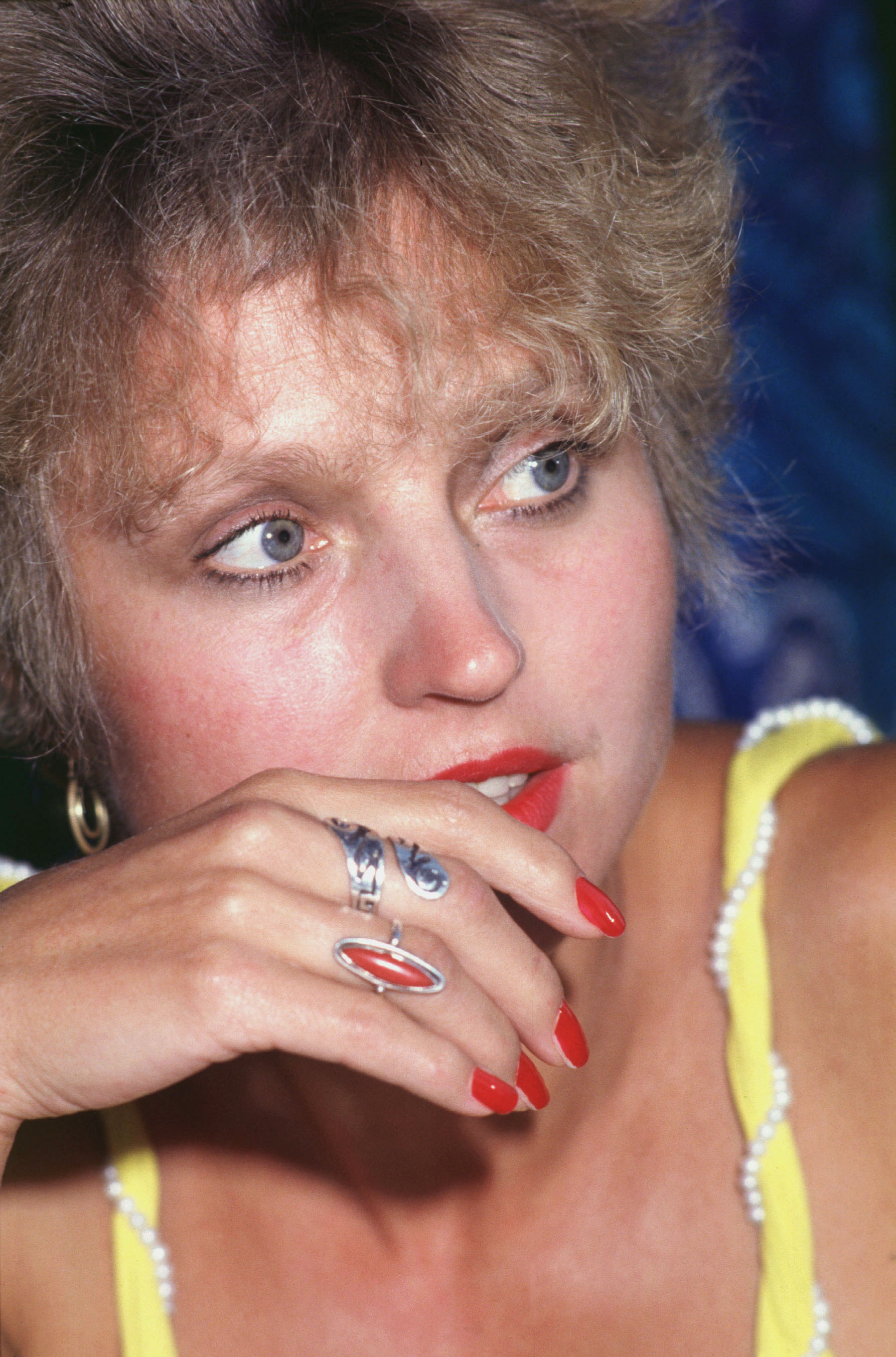
Hanna Schygulla és Anna

Un dia, mentre els tres assisteixen a un concert de Pierangelo Bertoli, un grup de joves inadaptats irromp a l'arena: es produeixen enfrontaments en els quals Gordon perd la vida després d'un fort cop al cap, mentre intentava protegir Malvina. Després de l'evacuació de l'arena, un Bertoli atordit reprèn el concert davant de les grades ja gairebé desertes, amb el trio de protagonistes encara al seu lloc malgrat el cos sense vida d'un d'ells. El nen no nascut, en canvi, està segur. Ara les dues dones estrenyen encara més la seva relació: marxen de la ciutat i s'aturen a una platja, on naixerà el fill de Malvina. Després de donar a llum, Malvina marxa sense dir ni una paraula, deixant el nadó a les mans de l'Anna.

## Repartiment
- Hanna Schygulla: Anna
- Ornella Muti: Malvina
- Niels Arestrup: Gordon
- Isabella Biagini: amiga d'Anna
- Maurizio Donadoni: Sergio
- Michele Bovenzi: el cap
- Ute Cremer: Tiziana
- Christian Frémont: Dario
- Alessandra Marozzi: ballarina
- Patti Vailati: Viviana
- Claudio Bultrini: Antonio
- Pierangelo Bertoli : ell mateix

## Recepció
La pel·lícula participà en la competició oficial de la 41a Mostra Internacional de Cinema de Venècia.